# Coleambally
Coleambally är en ort i Australien. Den ligger i kommunen Murrumbidgee Shire och delstaten New South Wales, i den sydöstra delen av landet, omkring 500 kilometer väster om delstatshuvudstaden Sydney. Antalet invånare är 658.
Trakten runt Coleambally är nära nog obefolkad, med mindre än två invånare per kvadratkilometer..
Trakten runt Coleambally består till största delen av jordbruksmark. Genomsnittlig årsnederbörd är 490 millimeter. Den regnigaste månaden är februari, med i genomsnitt 80 mm nederbörd, och den torraste är oktober, med 13 mm nederbörd.